# Clasificación de UEFA para la Copa Mundial de Fútbol Playa FIFA 2017
La Clasificación de UEFA para la Copa Mundial de Fútbol Playa FIFA se llevó a cabo en Jesolo, Italia del 2 al 11 de setiembre de 2016 para definir a los 4 clasificados a la Copa Mundial de Fútbol Playa FIFA 2017 a celebrarse en Bahamas.
A UEFA le fue reducida la cantidad de participantes de 5 a 4 debido a que Bahamas contó con la clasificación automática por ser la sede del Mundial.
Polonia venció a Suiza en la final para ser campeón europeo por primera vez.

## Participantes
28 selecciones participaron en el torneo:
| - Portugal - Rusia - Italia (anfitrión) - Suiza - España - Ucrania - Hungría - Francia - Bielorrusia - Alemania - Inglaterra - Polonia - Grecia - República Checa | - Rumania - Azerbaiyán - Turquía - Estonia - Austria - Países Bajos - Noruega - Moldavia - Serbia - Bulgaria - Kazajistán - Dinamarca - Georgia - Lituania |

## Primera Ronda

### Group A
| Pos. | Equipo          | Pts. | PJ | G | W+ | WP | P | GF | GC | Dif. | Clasificación |
| ---- | --------------- | ---- | -- | - | -- | -- | - | -- | -- | ---- | ------------- |
| 1    | Italia (H, Q)   | 9    | 3  | 3 | 0  | 0  | 0 | 19 | 11 | +8   | Segunda Ronda |
| 2    | Turquía (Q)     | 6    | 3  | 2 | 0  | 0  | 1 | 18 | 11 | +7   | Segunda Ronda |
| 3    | Bielorrusia (Q) | 3    | 3  | 1 | 0  | 0  | 2 | 11 | 6  | +5   | Segunda Ronda |
| 4    | Serbia (E)      | 0    | 3  | 0 | 0  | 0  | 3 | 5  | 25 | −20  |               |

 Fuente: BSWW
| 2 de septiembre de 2016 | Bielorrusia                | 2–3     | Turquía                       | Estadio Jesolo, Jesolo                      |                                             |
|                         | Bryshtel 3' · Samsonov 32' | Reporte | 15' 23' Sinc · 30' Terziouglu | Árbitro(s): Antonio Joaquim Pereira Almeida | Árbitro(s): Antonio Joaquim Pereira Almeida |

| 2 de septiembre de 2016 | Serbia                                               | 4–8     | Italia                                                                              | Estadio Jesolo, Jesolo       |                              |
|                         | Radisavljević 10' · Ćetković 22' 24' · Vučićević 23' | Reporte | 1' Corosiniti · 10' 12' 28' Gori · 13' Marinai · 22' 34' di Palma · 31' Ramacciotti | Árbitro(s): Vladimir Tashkov | Árbitro(s): Vladimir Tashkov |

| 3 de septiembre de 2016 | Bielorrusia                                                                                           | 8–1     | Serbia       | Estadio Jesolo, Jesolo       |                              |
|                         | Bryshtel 5' 10' (pen.) 21' 34' · Kavaleu 12' · Kanstantsinau 24' · Miranovich 28' · Savich 31' (pen.) | Reporte | 32' Ćetković | Árbitro(s): Thorsten Günther | Árbitro(s): Thorsten Günther |

| 3 de septiembre de 2016 | Italia                                                                    | 9–6     | Turquía                                                                | Estadio Jesolo, Jesolo     |                            |
|                         | Gori 2' (pen.) 4' 14' 18' · Zurlo 5' 32' · Ramacciotti 14' · Palmacci 20' | Reporte | 2' 34' Terziouglu · 14' Semíh · 18' Keskin · 28' Sinc · 32' Yesilirmak | Árbitro(s): Jurijs Ivusins | Árbitro(s): Jurijs Ivusins |

| 4 de septiembre de 2016 | Turquía                                                               | 9–0     | Serbia | Estadio Jesolo, Jesolo                      |                                             |
|                         | Sinc 4' 15' 26' 36' · Terziouglu 7' (pen.) 11' 21' 26' · Aslamaci 19' | Reporte |        | Árbitro(s): Antonio Joaquim Pereira Almeida | Árbitro(s): Antonio Joaquim Pereira Almeida |

| 4 de septiembre de 2016 | Italia                    | 2–1     | Bielorrusia | Estadio Jesolo, Jesolo      |                             |
|                         | Ramacciotti 7' · Gori 20' | Reporte | 9' Bryshtel | Árbitro(s): Jude Amin Utulu | Árbitro(s): Jude Amin Utulu |

### Grupo B
| Pos. | Equipo         | Pts. | PJ | G | W+ | WP | P | GF | GC | Dif. | Clasificación |
| ---- | -------------- | ---- | -- | - | -- | -- | - | -- | -- | ---- | ------------- |
| 1    | Portugal (Q)   | 9    | 3  | 3 | 0  | 0  | 0 | 34 | 1  | +33  | Segunda Ronda |
| 2    | Moldavia (Q)   | 6    | 3  | 2 | 0  | 0  | 1 | 10 | 18 | −8   | Segunda Ronda |
| 3    | Inglaterra (E) | 3    | 3  | 1 | 0  | 0  | 2 | 7  | 15 | −8   |               |
| 4    | Rumania (E)    | 0    | 3  | 0 | 0  | 0  | 3 | 7  | 24 | −17  |               |

 Fuente: BSWW
| 2 de septiembre de 2016 | Inglaterra                                                        | 6–4     | Rumania | Estadio Jesolo, Jesolo      |                             |
|                         | O'Rourke 3' · Lawson 20' · O'Neill 26' · Temple 34' · Day 35' 36' | Reporte |         | Árbitro(s): Jude Amin Utulu | Árbitro(s): Jude Amin Utulu |

| 2 de septiembre de 2016 | Moldavia | 0–15    | Portugal | Estadio Jesolo, Jesolo       |                              |
|                         |          | Reporte | 2' Madjer · 6' 32' 35' Jordan Santos · 6' Be Martins · 10' 24' Coimbra · 11' 17' 30' 36' Leo Martins · 20' Maria Fonseca · 25' 27' Novo · 27' Cavalcanti | Árbitro(s): Gionni Matticoli | Árbitro(s): Gionni Matticoli |

| 3 de septiembre de 2016 | Inglaterra | 0–3     | Moldavia                                | Estadio Jesolo, Jesolo       |                              |
|                         |            | Reporte | 2' Gojocari · 11' Negara · 30' Iordachi | Árbitro(s): Lukasz Ostrowski | Árbitro(s): Lukasz Ostrowski |

| 3 de septiembre de 2016 | Portugal | 11–0    | Rumania | Estadio Jesolo, Jesolo  |                         |
|                         | Cavalcanti 7' · Jordan Santos 10' 24' 28' · Coimbra 11' 12' · Torres 14' 25' · Novo 15' · Maria Fonseca 16' · Be Martins 31' | Reporte |         | Árbitro(s): Csaba Baghy | Árbitro(s): Csaba Baghy |

| 4 de septiembre de 2016 | Rumania                                            | 3–7     | Moldavia                                                            | Estadio Jesolo, Jesolo           |                                  |
|                         | Maciuca 12' · Ionel Pousteca Pulhac 33' · Pana 35' | Reporte | 2' 18' 35' Podlesnov · 10' Negara · 14' 34' Ciopa · 27' Nikolaiciuc | Árbitro(s): Laurynas Arzuolaitis | Árbitro(s): Laurynas Arzuolaitis |

| 4 de septiembre de 2016 | Portugal                                                                                              | 8–1     | Inglaterra | Estadio Jesolo, Jesolo    |                           |
|                         | Coimbra 4' · Leo Martins 12' · Madjer 13' 36' · Be Martins 16' · Jordan Santos 18' · Belchior 21' 26' | Reporte | 22' Temple | Árbitro(s): Roman Borisov | Árbitro(s): Roman Borisov |

### Grupo C
| Pos. | Equipo         | Pts. | PJ | G | W+ | WP | P | GF | GC | Dif. | Clasificación |
| ---- | -------------- | ---- | -- | - | -- | -- | - | -- | -- | ---- | ------------- |
| 1    | Rusia (Q)      | 9    | 3  | 3 | 0  | 0  | 0 | 16 | 6  | +10  | Segunda Ronda |
| 2    | Alemania (Q)   | 5    | 3  | 1 | 1  | 0  | 1 | 12 | 12 | 0    | Segunda Ronda |
| 3    | Kazajistán (E) | 3    | 3  | 1 | 0  | 0  | 2 | 6  | 11 | −5   |               |
| 4    | Noruega (E)    | 0    | 3  | 0 | 0  | 0  | 3 | 6  | 11 | −5   |               |

 Fuente: BSWW
| 2 de septiembre de 2016 | Alemania                                               | 4–3 (t. s.) | Noruega                        | Estadio Jesolo, Jesolo        |                               |
|                         | Kniller 13' · Romrig 18' · Biermann 27' · Keppinho 38' | Reporte     | 7' 31' Li · 11' Kristoffersson | Árbitro(s): Sofien Benchabane | Árbitro(s): Sofien Benchabane |

| 2 de septiembre de 2016 | Kazajistán | 1–5     | Rusia                                                          | Estadio Jesolo, Jesolo      |                             |
|                         | Orazov 27' | Reporte | 18' (a.g.) Perevyortov · 20' 26' 33' Shishin · 23' Gorchinskiy | Árbitro(s): Alfredo Balconi | Árbitro(s): Alfredo Balconi |

| 4 de septiembre de 2016 | Alemania                                       | 5–2     | Kazajistán               | Estadio Jesolo, Jesolo       |                              |
|                         | Biermann 2' · Lovchev 12' 30' · Leyrao 13' 14' | Reporte | 20' Eraly · 32' Radionov | Árbitro(s): Vladimir Tashkov | Árbitro(s): Vladimir Tashkov |

| 4 de septiembre de 2016 | Rusia                                         | 4–2     | Noruega                           | Estadio Jesolo, Jesolo       |                              |
|                         | Nikonorov 1' 11' · Paporotnyi 2' · Shishin 4' | Reporte | 20' E. Salveson · 25' H. Salveson | Árbitro(s): Lukasz Ostrowski | Árbitro(s): Lukasz Ostrowski |

| 5 de septiembre de 2016 | Noruega     | 1–3     | Kazajistán                               | Estadio Jesolo, Jesolo         |                                |
|                         | Jalland 18' | Reporte | 3' Tyulpa · 27' Yeraly · 35' Abdrassilov | Árbitro(s): Giuseppe Sicurella | Árbitro(s): Giuseppe Sicurella |

| 5 de septiembre de 2016 | Rusia                                                                              | 7–3     | Alemania                              | Estadio Jesolo, Jesolo                 |                                        |
|                         | Paporotnyi 2' 28' · Krasheninnikov 4' · Shkarin 6' · Romanov 29' 35' · Shishin 36' | Reporte | 15' Romrig · 24' Kniller · 30' Beqiri | Árbitro(s): Sergio Filipe Gomes Soares | Árbitro(s): Sergio Filipe Gomes Soares |

### Grupo D
| Pos. | Equipo           | Pts. | PJ | G | W+ | WP | P | GF | GC | Dif. | Clasificación |
| ---- | ---------------- | ---- | -- | - | -- | -- | - | -- | -- | ---- | ------------- |
| 1    | Suiza (Q)        | 9    | 3  | 3 | 0  | 0  | 0 | 33 | 1  | +32  | Segunda Ronda |
| 2    | Grecia (Q)       | 6    | 3  | 2 | 0  | 0  | 1 | 9  | 9  | 0    | Segunda Ronda |
| 3    | Países Bajos (E) | 3    | 3  | 1 | 0  | 0  | 2 | 4  | 17 | −13  |               |
| 4    | Lituania (E)     | 0    | 3  | 0 | 0  | 0  | 3 | 4  | 23 | −19  |               |

 Fuente: BSWW
| 3 de septiembre de 2016 | Lituania   | 1–16    | Suiza | Estadio Jesolo, Jesolo     |                            |
|                         | Rebzdis 9' | Reporte | 1' 10' 16' 17' 34' Stankovic · 5' 11' 12' 18' Hodel · 9' 21' 35' Spaccarotella · 22' 27' 30' Ott · 24' Wittlin | Árbitro(s): Manolo Picchio | Árbitro(s): Manolo Picchio |

| 3 de septiembre de 2016 | Grecia                                                  | 5–1     | Países Bajos | Estadio Jesolo, Jesolo      |                             |
|                         | Kafantaris 3' 4' 25' · Lignos 19' · Triantafyllidis 29' | Reporte | 33' Rengers  | Árbitro(s): Jude Amin Utulu | Árbitro(s): Jude Amin Utulu |

| 5 de septiembre de 2016 | Grecia                                                     | 4–1     | Lituania       | Estadio Jesolo, Jesolo      |                             |
|                         | Kafantaris 8' · Aristeidis 13' · Lignos 19' · Komiotis 28' | Reporte | 4' Pelakauskas | Árbitro(s): Jude Amin Utulu | Árbitro(s): Jude Amin Utulu |

| 5 de septiembre de 2016 | Suiza                                                                             | 10–0    | Países Bajos | Estadio Jesolo, Jesolo       |                              |
|                         | Micev 2' · Ott 16' 23' 28' 36' · Stankovic 22' 33' · Hodel 29' 30' · Mo Jäggy 33' | Reporte |              | Árbitro(s): Ingilab Mammadov | Árbitro(s): Ingilab Mammadov |

| 6 de septiembre de 2016 | Países Bajos                           | 3–2     | Lituania                        | Estadio Jesolo, Jesolo        |                               |
|                         | Kampman 17' · Steenks 18' · Donker 32' | Reporte | 7' Smolkovas · 34' Bartoshevich | Árbitro(s): Sofien Benchabane | Árbitro(s): Sofien Benchabane |

| 6 de septiembre de 2016 | Suiza                                                      | 7–0     | Grecia | Estadio Jesolo, Jesolo       |                              |
|                         | Hodel 7' 24' · Ott 11' 16' 20' · Jäggy 24' · Stankovic 35' | Reporte |        | Árbitro(s): Lukasz Ostrowski | Árbitro(s): Lukasz Ostrowski |

### Grupo E
| Pos. | Equipo        | Pts. | PJ | G | W+ | WP | P | GF | GC | Dif. | Clasificación |
| ---- | ------------- | ---- | -- | - | -- | -- | - | -- | -- | ---- | ------------- |
| 1    | España (Q)    | 9    | 3  | 3 | 0  | 0  | 0 | 18 | 4  | +14  | Segunda Ronda |
| 2    | Polonia (Q)   | 6    | 3  | 2 | 0  | 0  | 1 | 12 | 8  | +4   | Segunda Ronda |
| 3    | Estonia (E)   | 3    | 3  | 1 | 0  | 0  | 2 | 10 | 10 | 0    |               |
| 4    | Dinamarca (E) | 0    | 3  | 0 | 0  | 0  | 3 | 4  | 22 | −18  |               |

 Fuente: BSWW
| 2 de septiembre de 2016 | Dinamarca              | 2–10    | España                                                                                       | Estadio Jesolo, Jesolo    |                           |
|                         | Bonde 17' · Madsen 35' | Reporte | 9' 13' Mérida · 17' Martin Lima · 19' 31' 32' 33' Chiky · 26' Cintas · 35' 36' Molina Suárez | Árbitro(s): Roman Borisov | Árbitro(s): Roman Borisov |

| 3 de septiembre de 2016 | Polonia                                           | 5–3     | Estonia                           | Estadio Jesolo, Jesolo                 |                                        |
|                         | Ziober 1' · Saganowski 3' 11' 13' · Kucharski 14' | Reporte | 4' Lepik · 4' Rump · 25' Munskind | Árbitro(s): Sergio Filipe Gomes Soares | Árbitro(s): Sergio Filipe Gomes Soares |

| 5 de septiembre de 2016 | Polonia                                                             | 5–1     | Dinamarca  | Estadio Jesolo, Jesolo  |                         |
|                         | Saganowski 1' · Jesionowski 4' · Stasiak 15' · Gac 27' · Madani 35' | Reporte | 13' Madsen | Árbitro(s): Csaba Baghy | Árbitro(s): Csaba Baghy |

| 5 de septiembre de 2016 | España                                       | 4–0     | Estonia | Estadio Jesolo, Jesolo     |                            |
|                         | Stüf 12' (a.g.) · Gomez 14' 33' · Juanma 20' | Reporte |         | Árbitro(s): Jurijs Ivusins | Árbitro(s): Jurijs Ivusins |

| 6 de septiembre de 2016 | Estonia                                                            | 7–1     | Dinamarca | Estadio Jesolo, Jesolo       |                              |
|                         | Mäerog 2' 6' 34' · Rump 13' 36' · Munskind 16' · Marmor 33' (pen.) | Reporte |           | Árbitro(s): Thorsten Günther | Árbitro(s): Thorsten Günther |

| 6 de septiembre de 2016 | España                                          | 4–2     | Polonia                     | Estadio Jesolo, Jesolo       |                              |
|                         | Mérida 14' · Gomez 15' · Chiky 22' · Juanma 31' | Reporte | 18' Ziober · 23' Klepczarek | Árbitro(s): Gionni Matticoli | Árbitro(s): Gionni Matticoli |

### Grupo F
| Pos. | Equipo              | Pts. | PJ | G | W+ | WP | P | GF | GC | Dif. | Clasificación |
| ---- | ------------------- | ---- | -- | - | -- | -- | - | -- | -- | ---- | ------------- |
| 1    | Ucrania (Q)         | 6    | 2  | 2 | 0  | 0  | 0 | 17 | 5  | +12  | Segunda Ronda |
| 2    | República Checa (Q) | 3    | 2  | 1 | 0  | 0  | 1 | 7  | 13 | −6   | Segunda Ronda |
| 3    | Georgia (E)         | 0    | 2  | 0 | 0  | 0  | 2 | 9  | 15 | −6   |               |
| 4    | Austria (D)         | 0    | 0  | 0 | 0  | 0  | 0 | 0  | 0  | 0    | w.o.          |

 Fuente: BSWW
| 3 de septiembre de 2016 | Georgia                                       | 5–8     | Ucrania                                                                                              | Estadio Jesolo, Jesolo       |                              |
|                         | Leo 7' · Shamiladze 11' · Todadze 17' 24' 31' | Reporte | 9' Zborovskyi · 9' 15' Glutskyi · 10' Riabchuk · 17' Panteleichuk · 33' Shcherytsia · 33' Korniichuk | Árbitro(s): Ingilab Mammadov | Árbitro(s): Ingilab Mammadov |

| 5 de septiembre de 2016 | República Checa                                                    | 7–4     | Georgia                        | Estadio Jesolo, Jesolo     |                            |
|                         | Vyhnal 2' · Visek 5' · Salák 10' 18' 29' · Klíma 10' · Chalupa 13' | Reporte | 3' 10' Leo · 18' 26' Ivaniadze | Árbitro(s): Manolo Picchio | Árbitro(s): Manolo Picchio |

| 6 de septiembre de 2016 | Ucrania                                                                                              | 9–0     | República Checa | Estadio Jesolo, Jesolo           |                                  |
|                         | Hladchenko 4' 12' · Zborovskyi 7' 13' · Sydorenko 20' · Voitok 21' · Glutskyi 22' 30' · Riabchuk 31' | Reporte |                 | Árbitro(s): Laurynas Arzuolaitis | Árbitro(s): Laurynas Arzuolaitis |

### Grupo G
| Pos. | Equipo         | Pts. | PJ | G | W+ | WP | P | GF | GC | Dif. | Clasificación |
| ---- | -------------- | ---- | -- | - | -- | -- | - | -- | -- | ---- | ------------- |
| 1    | Francia (Q)    | 9    | 3  | 3 | 0  | 0  | 0 | 17 | 11 | +6   | Segunda Ronda |
| 2    | Azerbaiyán (Q) | 6    | 3  | 2 | 0  | 0  | 1 | 13 | 7  | +6   | Segunda Ronda |
| 3    | Hungría (Q)    | 1    | 3  | 0 | 0  | 1  | 2 | 15 | 20 | −5   | Segunda Ronda |
| 4    | Bulgaria (E)   | 0    | 3  | 0 | 0  | 0  | 3 | 8  | 15 | −7   |               |

 Fuente: BSWW
| 2 de septiembre de 2016 | Bulgaria                                                 | 5–5 (t. s.)(2–3 p.)        | Hungría                                        | Estadio Jesolo, Jesolo           |                                  |
|                         | Adamov 9' · Tuzakov 12' 32' · Lozanov 16' · Tsvetkov 39' | Reporte                    | 6' 21' Turos · 7' 15' Patocs · 37' Csoszanszki | Árbitro(s): Laurynas Arzuolaitis | Árbitro(s): Laurynas Arzuolaitis |
|                         |                                                          | Tiros desde el punto penal |                                                |                                  |                                  |
|                         | Tuzakov · Lozanov · Parashkevov                          |                            | Sebestyen · Csoszanszki · Szentes-Biro         |                                  |                                  |

| 2 de septiembre de 2016 | Francia                      | 3–2     | Azerbaiyán                  | Estadio Jesolo, Jesolo                   |                                          |
|                         | Barbotti 3' · Samoun 31' 34' | Reporte | 6' A. Zeynalov · 9' Hajiyev | Árbitro(s): Raúl Martín González Francés | Árbitro(s): Raúl Martín González Francés |

| 4 de septiembre de 2016 | Hungría                                         | 3–7     | Azerbaiyán                                                              | Estadio Jesolo, Jesolo               |                                      |
|                         | Csoszanszki 7' · Turos 14' · Nazarov 15' (a.g.) | Reporte | 2' 14' 27' Allahguliyev · 8' Mammadov · 9' 34' A. Zeynalov · 32' Aliyev | Árbitro(s): Gionni Matticoli (Italy) | Árbitro(s): Gionni Matticoli (Italy) |

| 4 de septiembre de 2016 | Francia                                                                | 6–2     | Bulgaria        | Estadio Jesolo, Jesolo      |                             |
|                         | Angeletti 5' · Barbotti 15' 24' · Soares 23' · Maison 25' · Samoun 33' | Reporte | 25' 29' Tuzakov | Árbitro(s): Alfredo Balconi | Árbitro(s): Alfredo Balconi |

| 6 de septiembre de 2016 | Azerbaiyán                                                       | 4–1     | Bulgaria   | Estadio Jesolo, Jesolo                      |                                             |
|                         | A. Zeynalov 12' · Aliyev 25' · Hajiyev 27' · Mammadov 31' (pen.) | Reporte | 14' Adamov | Árbitro(s): Antonio Joaquim Pereira Almeida | Árbitro(s): Antonio Joaquim Pereira Almeida |

| 6 de septiembre de 2016 | Hungría                                                               | 7–8     | Francia                                                                 | Estadio Jesolo, Jesolo   |                          |
|                         | Csoszanszki 2' 13' · Patocs 6' 16' 17' · Turos 27' · Szentes-Biro 30' | Reporte | 2' 13' 20' 23' Barbotti · 18', 32' Belhomme · 35' Basquaise · 36' Bizot | Árbitro(s): Ago Kartmann | Árbitro(s): Ago Kartmann |

### Mejores Terceros Lugares
| Pos. | Grp | Equipo           | Pts. | PJ | G | W+ | WP | P | GF | GC | Dif. | Clasificación |
| ---- | --- | ---------------- | ---- | -- | - | -- | -- | - | -- | -- | ---- | ------------- |
| 1    | A   | Bielorrusia (Q)  | 0    | 2  | 0 | 0  | 0  | 2 | 3  | 5  | −2   | Segunda Ronda |
| 2    | G   | Hungría (Q)      | 0    | 2  | 0 | 0  | 0  | 2 | 10 | 15 | −5   | Segunda Ronda |
| 3    | F   | Georgia (E)      | 0    | 2  | 0 | 0  | 0  | 2 | 9  | 15 | −6   |               |
| 4    | E   | Estonia (E)      | 0    | 2  | 0 | 0  | 0  | 2 | 3  | 9  | −6   |               |
| 5    | C   | Kazajistán (E)   | 0    | 2  | 0 | 0  | 0  | 2 | 3  | 10 | −7   |               |
| 6    | B   | Inglaterra (E)   | 0    | 2  | 0 | 0  | 0  | 2 | 1  | 11 | −10  |               |
| 7    | D   | Países Bajos (E) | 0    | 2  | 0 | 0  | 0  | 2 | 1  | 15 | −14  |               |

 Fuente: BSWW
Notas:
Nota: Debido al abandono de Austria, solo se tomaron en cuenta los resultados antes los equipos ubicados en los dos primeros lugares de cada grupo. Los resultados obtenidos ante los equipos ubicados en cuarto lugar no fueron tomados en cuenta.

## Segunda Ronda

### Group I
| Pos. | Equipo              | Pts. | PJ | G | W+ | WP | P | GF | GC | Dif. | Clasificación              |
| ---- | ------------------- | ---- | -- | - | -- | -- | - | -- | -- | ---- | -------------------------- |
| 1    | Italia (H, Q)       | 9    | 3  | 3 | 0  | 0  | 0 | 15 | 8  | +7   | Copa Mundial y Semifinales |
| 2    | República Checa (E) | 3    | 3  | 1 | 0  | 0  | 2 | 10 | 13 | −3   | 5-8                        |
| 3    | Alemania (E)        | 3    | 3  | 1 | 0  | 0  | 2 | 12 | 13 | −1   | 9-12                       |
| 4    | Hungría (E)         | 3    | 3  | 1 | 0  | 0  | 2 | 8  | 11 | −3   | 13-16                      |

 Fuente: BSWW
| 7 de septiembre de 2016 | Hungría                      | 2–4     | Alemania                          | Estadio Jesolo, Jesolo                 |                                        |
|                         | Patocs 20' · Csoszanszki 22' | Reporte | 6' 10' 33' Romrig · 21' Weihrauch | Árbitro(s): Sergio Filipe Gomes Soares | Árbitro(s): Sergio Filipe Gomes Soares |

| 7 de septiembre de 2016 | República Checa         | 2–5     | Italia                                       | Estadio Jesolo, Jesolo       |                              |
|                         | Chalupa 18' · Salak 20' | Reporte | 4' di Palma · 5' Palmacci · 13' 14' 32' Gori | Árbitro(s): Ingilab Mammadov | Árbitro(s): Ingilab Mammadov |

| 8 de septiembre de 2016 | Hungría                                              | 4–2     | República Checa          | Estadio Jesolo, Jesolo        |                               |
|                         | Berkes 2' · Balazs 3' · Sebestyen 21' · Genczler 31' | Reporte | 30' Kovarik · 35' Gulina | Árbitro(s): Sofien Benchabane | Árbitro(s): Sofien Benchabane |

| 8 de septiembre de 2016 | Italia                                       | 5–4     | Alemania                                    | Estadio Jesolo, Jesolo       |                              |
|                         | Gori 8' 21' · Di Palma 18' · Ramacciotti 36' | Reporte | 8' Keppinho · 33' 36' Biermann · 34' Romrig | Árbitro(s): Łukasz Ostrowski | Árbitro(s): Łukasz Ostrowski |

| 9 de septiembre de 2016 | Alemania                                    | 4–6     | República Checa                                                         | Estadio Jesolo, Jesolo                   |                                          |
|                         | Biermann 10' 13' · Kniller 12' · Beqiri 17' | Reporte | 12' 13' Kovarik · 18' Vyhnal · 26' Salák · 30' (a.g.) Mönch · 33' Huráb | Árbitro(s): Raúl Martín González Francés | Árbitro(s): Raúl Martín González Francés |

| 9 de septiembre de 2016 | Italia                                         | 5–2     | Hungría                        | Estadio Jesolo, Jesolo |  |
|                         | Marinai 6' · Gori 15' 19' 22' · Corosiniti 30' | Reporte | 18' Schentes-Biro · 35' Turosh |                        |  |

### Grupo II
| Pos. | Equipo          | Pts. | PJ | G | W+ | WP | P | GF | GC | Dif. | Clasificación              |
| ---- | --------------- | ---- | -- | - | -- | -- | - | -- | -- | ---- | -------------------------- |
| 1    | Portugal (Q)    | 9    | 3  | 3 | 0  | 0  | 0 | 18 | 7  | +11  | Copa Mundial y Semifinales |
| 2    | Francia (E)     | 4    | 3  | 1 | 0  | 1  | 1 | 14 | 13 | +1   | 5-8                        |
| 3    | Bielorrusia (E) | 3    | 3  | 1 | 0  | 0  | 2 | 14 | 12 | +2   | 9-12                       |
| 4    | Grecia (E)      | 0    | 3  | 0 | 0  | 0  | 3 | 7  | 21 | −14  | 13-16                      |

 Fuente: BSWW
| 7 de septiembre de 2016 | Bielorrusia                                     | 4–4 (t. s.)(2–3 p.)        | Francia                              | Estadio Jsolo, Jesolo        |                              |
|                         | Kamzolau 8' · Bryshtel 14' 33' · Miranovich 19' | Reporte                    | 16' Basquaise · 25' 30' 35' Belhomme | Árbitro(s): Gionni Matticoli | Árbitro(s): Gionni Matticoli |
|                         |                                                 | Tiros desde el punto penal |                                      |                              |                              |
|                         | Brysthel · Samsonov · Bokach                    |                            | Basquaise · Barbotti · Samoun        |                              |                              |

| 7 de septiembre de 2016 | Grecia | 0–8     | Portugal                                                                                                   | Estadio Jesolo, Jesolo       |                              |
|                         |        | Reporte | 6' 12' 24' Jordan Santos · 12' Coimbra · 25' Novo · 28' Leo Martins · 29' Cavalcanti · 34' (pen.) Belchior | Árbitro(s): Thorsten Günther | Árbitro(s): Thorsten Günther |

| 8 de septiembre de 2016 | Bielorrusia                                          | 6–3     | Grecia                                                | Estadio Jesolo, Jesolo  |                         |
|                         | Bryshtel 6' 16' 17' 32' · Bokach 10' · Slavutsin 24' | Reporte | 18' Komiotis · 21' Papaefstratiou · 26' (pen.) Lignos | Árbitro(s): Csaba Baghy | Árbitro(s): Csaba Baghy |

| 8 de septiembre de 2016 | Portugal                                                       | 5–3     | Francia                                  | Estadio Jesolo, Jesolo    |                           |
|                         | Madjer 10' 25' · Jordan Santos 11' · Novo 32' · Be Martins 35' | Reporte | 11' Basquaise · 28' Barbotti · 33' Bizot | Árbitro(s): Roman Borisov | Árbitro(s): Roman Borisov |

| 9 de septiembre de 2016 | Francia                                                                             | 7–4     | Grecia                                                          | Estadio Jesolo, Jesolo     |                            |
|                         | Maison 3' · Samoun 5' · Barbotti 24' · Bizot 29' 34' · Basquaise 33' · Belhomme 36' | Reporte | 3' Aristeidis · 27' Lignois · 30' Papaefstratiou · 33' Komiotis | Árbitro(s): Manolo Picchio | Árbitro(s): Manolo Picchio |

| 9 de septiembre de 2016 | Portugal                                                                    | 5–4     | Bielorrusia                                                     | Estadio Jesolo, Jesolo      |                             |
|                         | Jordan Santos 6' 36' (pen.) · Madjer 16' · Belchior 20' · Maria Fonseca 30' | Reporte | 12' (pen.) Bryshtel · 13' Slavutsin · 21' Kamzolau · 27' Bokach | Árbitro(s): Jude Amin Utulu | Árbitro(s): Jude Amin Utulu |

### Grupo III
| Pos. | Equipo       | Pts. | PJ | G | W+ | WP | P | GF | GC | Dif. | Clasificación              |
| ---- | ------------ | ---- | -- | - | -- | -- | - | -- | -- | ---- | -------------------------- |
| 1    | Polonia (Q)  | 9    | 3  | 3 | 0  | 0  | 0 | 12 | 7  | +5   | Copa Mundial y Semifinales |
| 2    | Rusia (E)    | 5    | 3  | 1 | 1  | 0  | 1 | 15 | 11 | +4   | 5-8                        |
| 3    | Ucrania (E)  | 3    | 3  | 1 | 0  | 0  | 2 | 13 | 10 | +3   | 9-12                       |
| 4    | Moldavia (E) | 0    | 3  | 0 | 0  | 0  | 3 | 6  | 18 | −12  | 13-16                      |

 Fuente: BSWW
| 7 de septiembre de 2016 | Ucrania                           | 3–4     | Polonia                                                  | Estadio Jesolo, Jesolo                   |                                          |
|                         | Zborovskyi 1' · Korniichuk 3' 13' | Reporte | 5' Saganowski · 29' Ziober · 33' Madani · 33' Klepczarek | Árbitro(s): Raúl Martín González Francés | Árbitro(s): Raúl Martín González Francés |

| 7 de septiembre de 2016 | Moldavia                              | 3–8     | Rusia                                                                                             | Estadio Jesolo, Jesolo     |                            |
|                         | Eremia 7' · Iordachi 30' · Negara 36' | Reporte | 6' (pen.) 9' 24' Paporotnyi · 14' Gorchinskiy · 15' Krasheninnikov · 17' 22' (pen.) 33' Nikonorov | Árbitro(s): Manolo Picchio | Árbitro(s): Manolo Picchio |

| 8 de septiembre de 2016 | Ucrania                                                                                                | 7–2     | Moldavia      | Estadio Jesolo, Jesolo         |                                |
|                         | Shcherytsia 4' · Zborovskyi 10' 33' · Arefiev 17' (a.g.) · Korniichuk 19' · Sydorenko 28' · Pachev 36' | Reporte | 12' 17' Ignat | Árbitro(s): Giuseppe Sicurella | Árbitro(s): Giuseppe Sicurella |

| 8 de septiembre de 2016 | Rusia                                               | 3–5     | Polonia                                     | Estadio Jesolo, Jesolo   |                          |
|                         | Nikonorov 15' · Krasheninnikov 20' · Paporotnyi 21' | Reporte | 5' 17' 29' Saganowski · 9' Gac · 36' Madani | Árbitro(s): Ago Kartmann | Árbitro(s): Ago Kartmann |

| 9 de septiembre de 2016 | Polonia                                   | 3–1     | Moldavia   | Estadio Jesolo, Jesolo     |                            |
|                         | Stasiak 12' · Madani 31' · Saganowski 32' | Reporte | 29' Negara | Árbitro(s): Jurijs Ivusins | Árbitro(s): Jurijs Ivusins |

| 9 de septiembre de 2016 | Rusia                                           | 4–3 (t. s.) | Ucrania                                          | Estadio Jesolo, Jesolo       |                              |
|                         | Chuzhkov 23' · Paporotnyi 25' · Makarov 29' 37' | Reporte     | 5' Korniichuk · 18' Zborovskyi · 36' Shcherytsia | Árbitro(s): Ingilab Mammadov | Árbitro(s): Ingilab Mammadov |

### Grupo IV
| Pos. | Equipo         | Pts. | PJ | G | W+ | WP | P | GF | GC | Dif. | Clasificación              |
| ---- | -------------- | ---- | -- | - | -- | -- | - | -- | -- | ---- | -------------------------- |
| 1    | Suiza (Q)      | 8    | 3  | 2 | 1  | 0  | 0 | 21 | 15 | +6   | Copa Mundial y Semifinales |
| 2    | Azerbaiyán (E) | 6    | 3  | 2 | 0  | 0  | 1 | 13 | 10 | +3   | 5-8                        |
| 3    | España (E)     | 3    | 3  | 1 | 0  | 0  | 2 | 14 | 14 | 0    | 9-12                       |
| 4    | Turquía (E)    | 0    | 3  | 0 | 0  | 0  | 3 | 8  | 17 | −9   | 13-16                      |

 Fuente: BSWW
| 7 de septiembre de 2016 | España                 | 2–4     | Azerbaiyán                                                      | Estadio Jesolo, Jesolo    |                           |
|                         | Mayor 22' · Cintas 26' | Reporte | 27' Hajiyev · 29' Allahguliyev · 33' (a.g.) Dris · 36' Mammadov | Árbitro(s): Roman Borisov | Árbitro(s): Roman Borisov |

| 7 de septiembre de 2016 | Turquía                                    | 5–6 (t. s.) | Suiza                                                 | Estadio Jesolo, Jesolo         |                                |
|                         | Terziouglu 2' 5' (pen.) 32' · Sinc 19' 35' | Reporte     | 8' 19' (pen.) 20' 39' Stankovic · 27' Ott · 28' Hodel | Árbitro(s): Giuseppe Sicurella | Árbitro(s): Giuseppe Sicurella |

| 8 de septiembre de 2016 | España                                                                            | 8–2     | Turquía                            | Estadio Jesolo, Jesolo     |                            |
|                         | Mérida 1' · Tracisto 4' 22' · Guisado 23' · Mayor 23' · Juanma 25' 27' · Dris 29' | Reporte | 13' (pen.) Keskin · 34' Terziouglu | Árbitro(s): Jurijs Ivusins | Árbitro(s): Jurijs Ivusins |

| 8 de septiembre de 2016 | Suiza                                                     | 7–6     | Azerbaiyán                                                                   | Estadio Jesolo, Jesolo      |                             |
|                         | Stankovic 1' 9' 12' (pen.) 17' 30' · Wittlin 9' · Ott 25' | Reporte | 5' 9' Zeynalov · 19' Nazarov · 25' Hajiyev · 32' Allahguliyev · 36' Sultanov | Árbitro(s): Alfredo Balconi | Árbitro(s): Alfredo Balconi |

| 9 de septiembre de 2016 | Azerbaiyán                   | 3–1     | Turquía   | Estadio Jesolo, Jesolo                 |                                        |
|                         | Aliyev 7' 33' · Zeynalov 20' | Reporte | 7' Keskin | Árbitro(s): Sergio Filipe Gomes Soares | Árbitro(s): Sergio Filipe Gomes Soares |

| 9 de septiembre de 2016 | Suiza                                                                                     | 8–4     | España                                        | Estadio Jesolo, Jesolo                      |                                             |
|                         | Misev 9' · Stankovic 13' (pen.) 27' 29' · Mo Jaeggi 14' 17' · Ott 19' · Spaccarotella 21' | Reporte | 9' 25' Gomez · 21' Cintas · 36' Molina Suárez | Árbitro(s): Antonio Joaquim Pereira Almeida | Árbitro(s): Antonio Joaquim Pereira Almeida |

## Fase Final

### Play-offs 13º-16º Lugar
| 10 de septiembre de 2016 | Turquía                                                                  | 7–1     | Moldavia     | Estadio Jesolo, Jesolo    |                           |
|                          | Keskin 1' 2' 22' 36' · Terzioglu 12' (pen.) · Yesilermak 29' · Bagci 33' | Reporte | 34' Iordachi | Árbitro(s): Roman Borisov | Árbitro(s): Roman Borisov |

| 10 de septiembre de 2016 | Hungría | 0–6     | Grecia                                                                                                   | Estadio Jesolo, Jesolo       |                              |
|                          |         | Reporte | 2' (a.g.) Genczler · 11' Karakasis · 26' 36' Triantafyllidis · 29' Papaefstratiou · 32' Papastathopoulos | Árbitro(s): Vladimir Tashkov | Árbitro(s): Vladimir Tashkov |

#### 15º Lugar
| 11 de septiembre de 2016 | Hungría                                             | 4–4 (t. s.)(4–3 p.)        | Moldavia                                            | Estadio Jesolo, Jesolo   |                          |
|                          | Csoczanszki 15' 29' 35' · Szentes-Biro 23'          | Reporte                    | 10' 29' Рodlesnov · 15' Nicolaiciuc · 31' Ignat     | Árbitro(s): Ago Kartmann | Árbitro(s): Ago Kartmann |
|                          |                                                     | Tiros desde el punto penal |                                                     |                          |                          |
|                          | Csoczanszki · Turos · Szentes-Biro · Berkes · Rutai |                            | Iordachi · Negara · Ignat · Podlesnov · Nicolaiciuc |                          |                          |

#### 13.erlugar
| 11 de septiembre de 2016 | Grecia                                                                | 5–7     | Turquía                                               | Estadio Jesolo, Jesolo     |                            |
|                          | Kafantaris 7' · Aristeidis 19' 22' · Triantafyllidis 25' · Lignos 33' | Reporte | 7' 9' 33' Keskin · 13' 27' 31' Baris · 36' Yesilermak | Árbitro(s): Jurijs Ivusins | Árbitro(s): Jurijs Ivusins |

### Play-offs 9º-12º Lugar
| 10 de septiembre de 2016 | Bielorrusia                    | 2–4     | España                                  | Estadio Jesolo, Jesolo     |                            |
|                          | Shymanouski 21' · Samsonov 26' | Reporte | 3' 9' Gomez · 24' Juanma · 35' Tracisto | Árbitro(s): Manolo Picchio | Árbitro(s): Manolo Picchio |

| 10 de septiembre de 2016 | Ucrania                                                           | 2–2 (t. s.)(3–2 p.)        | Alemania                                              | Estadio Jesolo, Jesolo         |                                |
|                          | Korniichuk 6' · Shcherytsia 16'                                   | Reporte                    | 16' Biermann · 22' Keppinho                           | Árbitro(s): Giuseppe Sicurella | Árbitro(s): Giuseppe Sicurella |
|                          |                                                                   | Tiros desde el punto penal |                                                       |                                |                                |
|                          | Medved · Glutskyi · Panteleichuk · Korniichuk · Pachev · Riabchuk |                            | Biermann · Thürk · Romrig · Keppinho · Mönch · Beqiri |                                |                                |

#### 11º Lugar
| 11 de septiembre de 2016 | Alemania   | 1–2     | Bielorrusia       | Estadio Jesolo, Jesolo        |                               |
|                          | Beqiri 15' | Reporte | 1' 2' Shymanouski | Árbitro(s): Sofien Benchabane | Árbitro(s): Sofien Benchabane |

#### 9º Lugar
| 11 de septiembre de 2016 | Ucrania          | 1–3     | España                     | Estadio Jesolo, Jesolo       |                              |
|                          | Panteleichuk 12' | Reporte | Mérida 14' · Chiky 23' 24' | Árbitro(s): Thorsten Günther | Árbitro(s): Thorsten Günther |

### Play-offs 5º-8º Lugar
| 10 de septiembre de 2016 | Rusia | 9–3     | Francia                                   | Estadio Jesolo, Jesolo                      |                                             |
|                          | Makarov 1' 12' · Krasheninnikov 6' 18' · Gorchinskiy 12' · Shishin 20' 22' · Ilinskii 29' · Nikonorov 32' | Reporte | 1' Belhomme · 23' Fischer · 31' Basquaise | Árbitro(s): Antonio Joaquim Pereira Almeida | Árbitro(s): Antonio Joaquim Pereira Almeida |

| 10 de septiembre de 2016 | Azerbaiyán                                   | 3–4     | República Checa                          | Estadio Jesolo, Jesolo       |                              |
|                          | A. Zeynalov 6' · Nazarov 34' · R. Aliyev 36' | Reporte | 6' 34' Kovarik · 22' Sálak · 23' Chalupa | Árbitro(s): Gionni Matticoli | Árbitro(s): Gionni Matticoli |

#### 7º Lugar
| 11 de septiembre de 2016 | Azerbaiyán                                        | 3–4     | Francia                                      | Estadio Jesolo, Jesolo  |                         |
|                          | Sultanov 12' · A. Zeynalov 19' · Allahguliyev 23' | Reporte | 4' 18' Angeletti · 18' Basquaise · 27' Bizot | Árbitro(s): Csaba Baghy | Árbitro(s): Csaba Baghy |

#### 5º Lugar
| 11 de septiembre de 2016 | República Checa | 1–5     | Rusia                                                              | Estadio Jesolo, Jesolo      |                             |
|                          | Vyhnal 14'      | Reporte | 4' Krasheninnikov · 10' Shkarin · 18' 31' Makarov · 21' Paporotnyi | Árbitro(s): Jude Amin Utulu | Árbitro(s): Jude Amin Utulu |

### Semifinales
| 10 de septiembre de 2016 | Portugal   | 1–3     | Suiza                        | Estadio Jesolo, Jesolo      |                             |
|                          | Madjer 25' | Reporte | 6' 29' Stankovic · 25' Hodel | Árbitro(s): Jude Amin Utulu | Árbitro(s): Jude Amin Utulu |

| 10 de septiembre de 2016 | Italia                     | 2–3 (t. s.)         | Polonia                                    | Estadio Jesolo, Jesolo   |                          |
|                          | Di Palma 5' · Palmacci 29' | Report(ru) Reporte] | 8' Saganowski · 9' Ziober · 39' Klepczarek | Árbitro(s): Ago Kartmann | Árbitro(s): Ago Kartmann |

### Tercer Lugar
| 11 de septiembre de 2016 | Italia                       | 3–8     | Portugal                                                                | Estadio Jesolo, Jesolo           |                                  |
|                          | Gori 3' 19' · Ramacciotti 9' | Reporte | 4' 35' Be Martins · 14' Cavalcanti · 18' Coimbra · 19', 21', 34' Madjer | Árbitro(s): Laurynas Arzuolaitis | Árbitro(s): Laurynas Arzuolaitis |

### Final
| 11 de septiembre de 2016 | Polonia                                                          | 6–3     | Suiza                | Estadio Jesolo, Jesolo       |                              |
|                          | Jesionowski 2' 18' · Ziober 9' · Saganowski 26' 36' · Lenart 36' | Reporte | 5' 24' 33' Stankovic | Árbitro(s): Vladimir Tashkov | Árbitro(s): Vladimir Tashkov |

## Campeón
| Clasificación de UEFA para la Copa Mundial de Fútbol Playa FIFA 2017 |
| -------------------------------------------------------------------- |
| Bandera de Polonia                                                   |
| Polonia 1º Título                                                    |

## Logros Individuales
Éstos fueron los ganadores:
| Mejor Jugador              |
| -------------------------- |
| Bogusław Saganowski        |
| Goleador                   |
| Dejan Stankovic (25 goles) |
| Mejor Portero              |
| Szymon Gąsiński            |

## Clasificados al Mundial de Fútbol Playa
Éstos son los cuatro representantes de UEFA para la Copa Mundial de Fútbol Playa FIFA 2017:
| País     | Apariciones1 Desde 2005                      |
| -------- | -------------------------------------------- |
| Polonia  | 1 (2006)                                     |
| Suiza    | 3 (2009, 2011, 2015)                         |
| Portugal | 7 (2005, 2006, 2007, 2008, 2009, 2011, 2015) |
| Italia   | 6 (2006, 2007, 2008, 2009, 2011, 2015)       |

1 Negrita indica el año en el que fue campeón. Cursiva indica que fue el país organizador.